# 16268 Mcneeley
16268 Mcneeley este un asteroid din centura principală de asteroizi.

## Descriere
16268 Mcneeley este un asteroid din centura principală de asteroizi. A fost descoperit pe 7 mai 2000 la Socorro, New Mexico, în cadrul proiectului LINEAR. Asteroidul prezintă o orbită caracterizată de o semiaxă mare de 2,44 ua, o excentricitate de 0,17 și o înclinație de 1,6° în raport cu ecliptica.